# Sex Madness
Sex Madness (ook bekend onder de titels They Must Be Told, Human Wreckage en Human Wreckage: They Must Be Told ) is een Amerikaanse propagandafilm uit 1938. Hij behandelt de vermeende gevaren van wilde seks. De film is geregisseerd door Dwain Esper, die eerder al de anti-marihuanafilm Reefer Madness maakte.
Tegenwoordig heeft de film de status van publiek domein.

## Plot
Scènes van wilde feesten, lesbiennes en buitenechtelijke seks. Dit alles onder het mom van een waarschuwing tegen de gevaren van seksualiteit, met name tegen syfilis.

## Achtergrond
De Hays Code die in de jaren dertig gold, zorgde ervoor dat seksualiteit niet zomaar op het witte doek mocht worden besproken. Daarom werd deze film gepresenteerd als "educatieve" film.